# Czesław Uhma
Czesław Uhma (ur. 1898 we Lwowie, zm. 1962 w Nowej Szkocji) – polski lekarz ginekolog i położnik.

## Życiorys
Syn Czesława Józefa Hieronima Uhmy i Bronisławy z Bartynowskich. Studiował na Wydziale Lekarskim Uniwersytetu Jagiellońskiego, w 1926 uzyskał stopień doktora nauk medycznych. Następnie przez rok był starszym asystentem w Zakładzie Medycyny Sądowej Uniwersytetu Jagiellońskiego, od 1927 pracował jako lekarz domowy, a następnie objął stanowisko kierownika i zastępcy ordynatora (sekundariusza) oddziałów ginekologicznego i położniczego w Szpitalu św. Łukasza. W 1933 został pierwszym asystentem w Klinice Ginekologii Uniwersytetu Jagiellońskiego, w 1937 otrzymał roczne stypendium z Funduszu Kultury Narodowej, dzięki któremu przez rok uzupełniał wiedzę w klinikach uniwersyteckich w Stanach Zjednoczonych i w Kanadzie. Po wybuchu II wojny światowej znalazł się w Wielkiej Brytanii, od 1941 wykładał na Polskim Wydziale Lekarskim na Uniwersytecie Edynburskim. Ponadto pełnił funkcję kierownika oddziałów ginekologicznego i położniczego w Szpitalu im. Paderewskiego w Edynburgu, był członkiem Polskiego Towarzystwa Naukowego na Obczyźnie. W 1948 wyjechał do Kanady, zamieszkał w Nowej Szkocji, gdzie stanął na czele Kliniki Ginekologicznej.